# Рог (река, впадает в Тихий океан)
Рог (англ. Rogue River) — река в юго-западном Орегоне, США.
Река Рог берёт начало на высоте свыше 1600 м на склоне Каскадных гор, после чего течёт на запад по долине Рог, пересекая территории трёх округов штата Орегон (Джэксон, Джозефин и Карри), впадая в Тихий океан.
На реке расположен город Рог-Ривер, названный в её честь.
В долине реки развито сельское хозяйство. Также популярен туризм и рафтинг.
Река пересечена десятками плотин, крупнейшей из которых является плотина Уильяма Л. Джесса (высотой 100 м и длиной 1100 м), при чьём строительстве было образовано водохранилище Лост-Крик-Лейк (площадью 14 км²). Экологи ведут борьбу за демонтаж или модификацию плотин с целью восстановления путей миграции лосося.

## Галерея

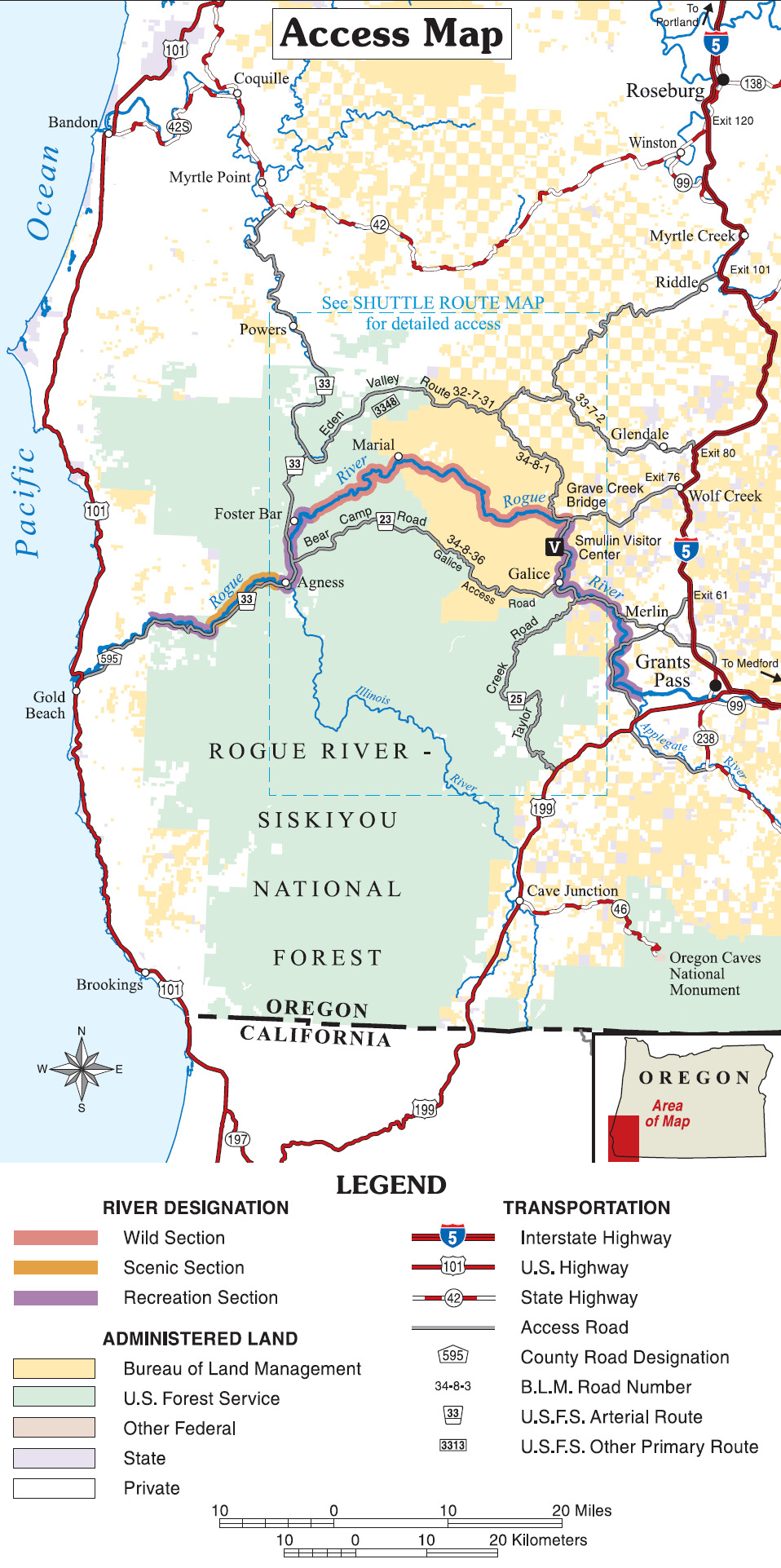
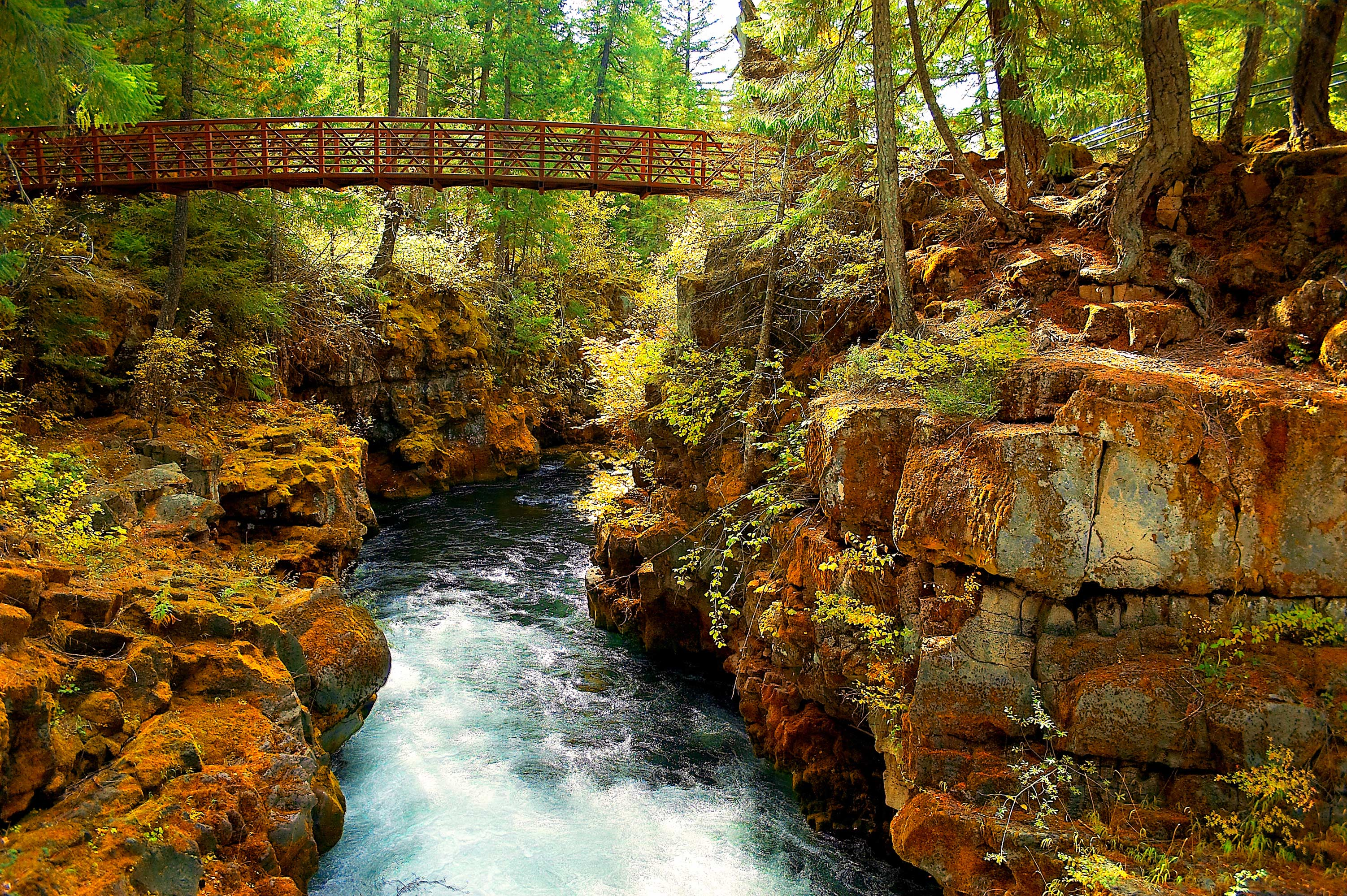
Верховья реки Рог
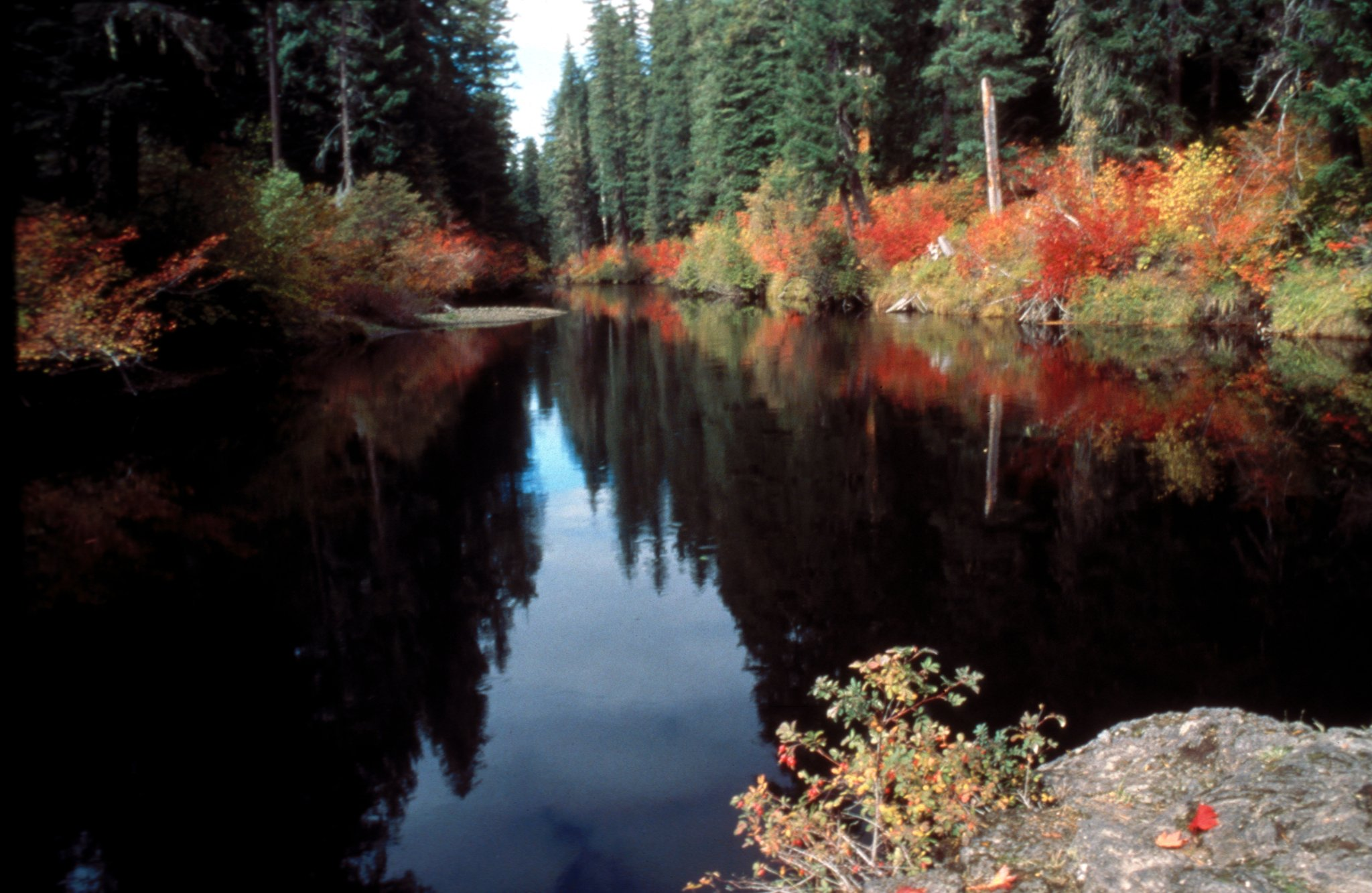
Река Рог
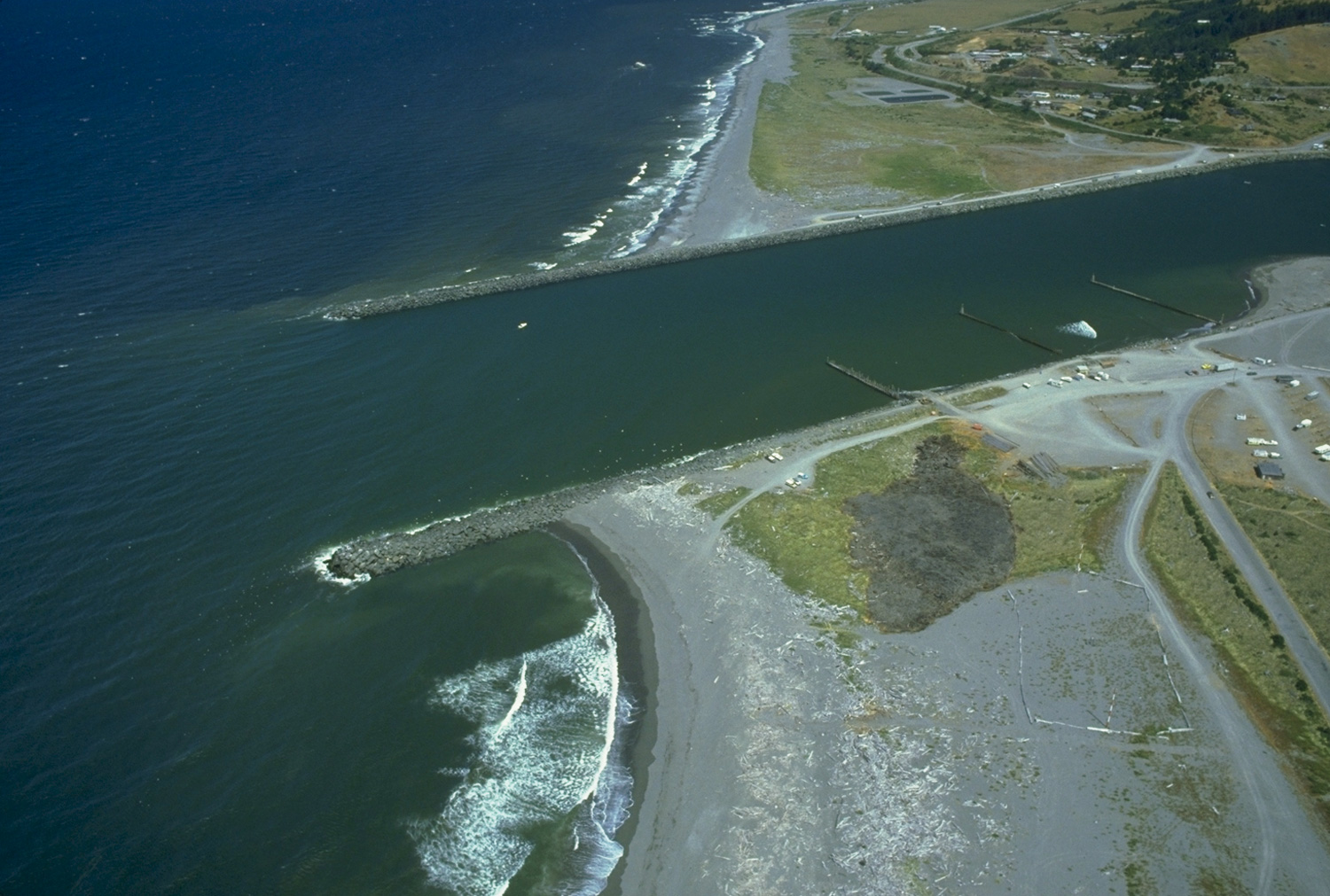
Устье реки Рог